# NARグランプリサラブレッド2歳最優秀馬
NARグランプリサラブレッド2歳最優秀馬は、NARグランプリの競走馬部門の1つ。該当年度中に活躍した2歳馬が対象となる。創設は1994年。2010年に廃止された。なお、本項では本賞が廃止された直後の2011年より創設されたNARグランプリ2歳最優秀牡馬、NARグランプリ2歳最優秀牝馬についても取り扱う。

## 歴代受賞馬
馬齢は2000年までは旧表記。

### NARグランプリサラブレッド2歳最優秀馬
※2010年のタイトル名はNARグランプリ2歳最優秀馬。
| 年     | 受賞馬             | 性齢 | 年度成績 （主な重賞勝ち鞍）        | 生産者           | 所属   | 調教師   | 馬主                                 |
| ------ | ------------------ | ---- | ---------------------------------- | ---------------- | ------ | -------- | ------------------------------------ |
| 1994年 | ヒカリルーファス   | 牡3  | 4戦4勝 全日本3歳優駿               | 富田恭司         | 浦和   | 牛房栄吉 | 野口光雄                             |
| 1995年 | ホウシュウサルーン | 牡3  | 5戦4勝 全日本3歳優駿               | 佐々木牧場       | 川崎   | 八木仁   | 共慶商事（株）                       |
| 1996年 | シンプウライデン   | 牡3  | 8戦7勝 中京盃                      | 芦谷清太         | 笠松   | 荒川友司 | 小塚宏憲                             |
| 1997年 | タマルファイター   | 牡3  | 6戦3勝                             | 加野牧場         | 高崎   | 浜田勝三 | 田中敏彦                             |
| 1998年 | ハイテンションパル | 牡3  | 7戦6勝 新潟ジュニアカップ          | 中村牧場         | 新潟   | 堀川勝盛 | 山口総業（株）                       |
| 1999年 | レジェンドハンター | 牡3  | 6戦4勝 デイリー杯3歳ステークス     | カタオカ牧場     | 笠松   | 高田勝良 | 廣瀬普                               |
| 2000年 | トーシンブリザード | 牡3  | 3戦3勝 全日本3歳優駿               | 村中一英         | 船橋   | 佐藤賢二 | 稲垣博信                             |
| 2001年 | プリンシパルリバー | 牡2  | 11戦4勝 全日本2歳優駿              | 社台ファーム     | 北海道 | 成田春男 | 吉田照哉                             |
| 2002年 | ブラックミラージュ | 牡2  | 7戦5勝 北海道2歳優駿               | ビラトリファーム | 北海道 | 林正夫   | 黒岩晴男                             |
| 2003年 | コスモバルク       | 牡2  | 6戦4勝 ラジオたんぱ杯2歳ステークス | 加野牧場         | 北海道 | 田部和則 | 岡田美佐子                           |
| 2004年 | シーチャリオット   | 牡2  | 3戦2勝 平和賞                      | Darley           | 船橋   | 川島正行 | ダーレー・ジャパン・レーシング（有） |
| 2005年 | モエレソーブラッズ | 牡2  | 6戦2勝 兵庫ジュニアグランプリ      | 白老ファーム     | 北海道 | 堂山芳則 | 中村和夫                             |
| 2006年 | フリオーソ         | 牡2  | 4戦3勝 全日本2歳優駿               | ハシモトファーム | 船橋   | 川島正行 | ダーレー・ジャパン・レーシング（有） |
| 2007年 | ディラクエ         | 牡2  | 7戦3勝 北海道2歳優駿               | 社台ファーム     | 北海道 | 成田春男 | 吉田照哉                             |
| 2008年 | アンペア           | 牝2  | 8戦3勝 エーデルワイス賞            | パカパカファーム | 北海道 | 角川秀樹 | （株）オリオンファーム               |
| 2009年 | ラブミーチャン     | 牝2  | 5戦5勝 全日本2歳優駿               | グランド牧場     | 笠松   | 柳江仁   | 小林祥晃                             |
| 2010年 | カネマサコンコルド | 牡2  | 8戦4勝 北海道2歳優駿               | 小屋畑和久       | 北海道 | 堂山芳則 | 前田政雄                             |

### NARグランプリ2歳最優秀牡馬
| 年     | 受賞馬             | 性齢 | 年度成績 （主な重賞勝ち鞍）                           | 生産牧場                     | 所属   | 調教師   | 馬主                                       |
| ------ | ------------------ | ---- | ----------------------------------------------------- | ---------------------------- | ------ | -------- | ------------------------------------------ |
| 2011年 | ゴールドメダル     | 牡2  | 6戦2勝 イノセントカップ                               | 中村和夫                     | 北海道 | 田中淳司 | 水上行雄                                   |
| 2012年 | ジェネラルグラント | 牡2  | 7戦3勝 サンライズカップ、全日本2歳優駿2着             | ノーザンファーム             | 船橋   | 出川克己 | （有）サンデーレーシング                   |
| 2013年 | ハッピースプリント | 牡2  | 7戦5勝 全日本2歳優駿、北海道2歳優駿、サンライズカップ | 辻牧場                       | 北海道 | 田中淳司 | （有）辻牧場                               |
| 2014年 | ジャジャウマナラシ | 牡2  | 10戦4勝 兵庫ジュニアグランプリ                        | 堤牧場                       | 浦和   | 小久保智 | 上田江吏子                                 |
| 2015年 | アンサンブルライフ | 牡2  | 6戦3勝 平和賞、全日本2歳優駿3着                       | （株）U・M・A                | 浦和   | 小久保智 | 前田諭志                                   |
| 2016年 | ローズジュレップ   | 牡2  | 兵庫ジュニアグランプリ、全日本2歳優駿3着              | 岡田スタツド                 | 北海道 | 田中淳司 | （株）ノルマンディーサラブレッドレーシング |
| 2017年 | ハセノパイロ       | 牡2  | ハイセイコー記念、全日本2歳優駿3着                    | 広中稔                       | 船橋   | 佐藤賢二 | 長谷川文夫                                 |
| 2018年 | イグナシオドーロ   | 牡2  | 北海道2歳優駿、ブリーダーズゴールドジュニアカップ     | グランド牧場                 | 北海道 | 角川秀樹 | （有）グランド牧場                         |
| 2019年 | ヴァケーション     | 牡2  | 全日本2歳優駿                                         | 前川隆範                     | 川崎   | 高月賢一 | 大岸昌浩                                   |
| 2020年 | アランバローズ     | 牡2  | 全日本2歳優駿、ハイセイコー記念、ゴールドジュニア     | 大狩部牧場                   | 船橋   | 林正人   | 猪熊広次                                   |
| 2021年 | ナッジ             | 牡2  | サンライズカップ、JBC2歳優駿2着                       | 信田牧場                     | 北海道 | 佐野謙二 | 和田博美                                   |
| 2022年 | ヒーローコール     | 牡2  | 7戦5勝 鎌倉記念                                       | 坂本春雄                     | 浦和   | 小久保智 | 山口裕介                                   |
| 2023年 | サントノーレ       | 牡2  | 6戦3勝 鎌倉記念                                       | 松浦牧場                     | 北海道 | 田中淳司 | （株）ラ・メール                           |
| 2024年 | ソルジャーフィルド | 牡2  | 8戦4勝 JBC2歳優駿                                     | （有）グッドラック・ファーム | 北海道 | 川島洋人 | （株）本城                                 |

### NARグランプリ2歳最優秀牝馬
| 年     | 受賞馬             | 性齢 | 年度成績 （主な重賞勝ち鞍）                                      | 生産牧場     | 所属   | 調教師   | 馬主                       |
| ------ | ------------------ | ---- | ---------------------------------------------------------------- | ------------ | ------ | -------- | -------------------------- |
| 2011年 | エンジェルツイート | 牝2  | 5戦4勝 東京2歳優駿牝馬                                           | 伏木田牧場   | 大井   | 森下淳平 | （株）オリオンファーム     |
| 2012年 | ハニーパイ         | 牝2  | 9戦3勝 エーデルワイス賞、リリーカップ                            | グランド牧場 | 北海道 | 角川秀樹 | （有）グランド牧場         |
| 2013年 | ブルーセレブ       | 牝2  | 5戦3勝 東京2歳優駿牝馬                                           | 中村雅明     | 川崎   | 武井和実 | 黛大介                     |
| 2014年 | ララベル           | 牝2  | 4戦3勝 東京2歳優駿牝馬、ローレル賞                               | 社台ファーム | 大井   | 荒山勝徳 | 吉田照哉                   |
| 2015年 | タイニーダンサー   | 牝2  | 8戦5勝 エーデルワイス賞、北海道2歳優駿、栄冠賞、フローラルカップ | グランド牧場 | 北海道 | 角川秀樹 | （有）グランド牧場         |
| 2016年 | ピンクドッグウッド | 牝2  | 東京2歳優駿牝馬                                                  | グランド牧場 | 愛知   | 川西毅   | 尾崎智大                   |
| 2017年 | ストロングハート   | 牝2  | エーデルワイス賞                                                 | グランド牧場 | 北海道 | 角川秀樹 | （有）グランド牧場         |
| 2018年 | アークヴィグラス   | 牝2  | エーデルワイス賞、東京2歳優駿牝馬                                | 村上牧場     | 大井   | 嶋田幸晴 | アークフロンティア         |
| 2019年 | コーラルツッキー   | 牝2  | エーデルワイス賞                                                 | 豊洋牧場     | 北海道 | 山崎裕也 | （株）皐月                 |
| 2020年 | ソロユニット       | 牝2  | エーデルワイス賞、リリーカップ                                   | 村上雅規     | 北海道 | 角川秀樹 | 村上雅規                   |
| 2021年 | スピーディキック   | 牝2  | エーデルワイス賞、東京2歳優駿牝馬                                | 熊谷武       | 北海道 | 藤原智行 | 加藤鈴幸                   |
| 2022年 | メイドイットマム   | 牝2  | 7戦3勝 東京2歳優駿牝馬                                           | 新井牧場     | 船橋   | 石井勝男 | （有）木村牧場             |
| 2023年 | モズミギカタアガリ | 牝2  | 8戦2勝 エーデルワイス賞                                          | 多田善弘     | 北海道 | 米川昇   | （株）キャピタル・システム |
| 2024年 | プラウドフレール   | 牝2  | 5戦2勝 東京2歳優駿牝馬                                           | 辻牧場       | 船橋   | 川島正一 | 小島俊治                   |

## 受賞についての出典
- NARグランプリ
  - ＮＡＲグランプリ歴代受賞者一覧